# Tomosvaryella vagabunda
Tomosvaryella vagabunda är en tvåvingeart som först beskrevs av Frederick Knab 1915.  Tomosvaryella vagabunda ingår i släktet Tomosvaryella och familjen ögonflugor. Inga underarter finns listade i Catalogue of Life.